# Open de Moselle 2009
Open de Moselle 2009 — тенісний турнір, що проходив на кортах з твердим покриттям у місті Мец, Франція з 21 вересня . Належав до категорії ATP World Tour 250, був турніром серії Moselle Open 2009 року.

## Фінальна частина

### Одиночний розряд
Гаель Монфіс —  Філіпп Кольшрайбер 7–6(7–1), 3–6, 6–2

### Парний розряд
Колін Флемінг /  Кен Скупскі —  Арно Клеман /  Мікаель Льодра 2–6, 6–4, [10–5]